# Phoriospongia argentea
Phoriospongia argentea är en svampdjursart som först beskrevs av Marshall 1880.  Phoriospongia argentea ingår i släktet Phoriospongia och familjen Chondropsidae. Inga underarter finns listade i Catalogue of Life.